# Temnobasis simialis
Temnobasis simialis är en fjärilsart som beskrevs av M.Gaede 1916. Temnobasis simialis ingår i släktet Temnobasis och familjen Crambidae. Inga underarter finns listade i Catalogue of Life.